# Théâtre Marigny
Il Théâtre Marigny è un teatro di arte drammatica che si trova nella piazza Marigny dietro i giardini degli Champs Élysées, all'angolo tra l'Avenue des Champs-Élysées e l'Avenue de Marigny, nel VIII arrondissement di Parigi.

## L'edificio
L'edificio, nella sua architettura attuale a forma circolare fu progettato nel 1880 da Charles Garnier, lo stesso architetto che progettò anche l'Opera di Parigi. A partire dal 1910, sotto la direzione di Léon Volterra e Abel Deval, il teatro conobbe un periodo di grande successo, fatto che portò all'ampliamento della sala, nel 1925. Dal 1940 al 1945, il Teatro Marigny ebbe nel suo repertorio molti titoli di successo.

### Storia
Tutto iniziò quando il comune di Parigi accordò, nel 1835, la concessione per la costruzione di una sala (che venne chiamata Folies-Marigny) ad un fisico-prestigiatore, Lacaze, per e suoi spettacoli di "fisica divertente, fantasie e curiosità".
Nel 1946, Léon Volterra lasciò la direzione a favore di sua moglie Simone Marigny Volterra. La nuova direttrice impiegò i dissidenti della Comédie Française, che dettero vita all'interno alla compagnia teatrale Renaud-Barrault, l'inizio di un periodo eccezionale per il prestigio del teatro. Nel periodo tra il 1965 e il 1978, la direzione viene affidata al trio Elvira Popescu, Hubert de Malet e Robert Manuel. Sono anni nei quali la sala viene riorganizzata, diventando la più lussuosa ed elegante della capitale.
Nel 1978, sotto la guida di Jean Bodson vennero effettuati dei lavori di ristrutturazione della sala, del corridoio e viene creato un nuovo spazio, la sala Gabriel, un piccolo teatro della capienza di 311 posti, di un'architettura e acustica che portò l'entusiasmo generale. 
Alla scomparsa improvvisa del direttore nel 1980, la nuova direttrice Christiane Porquerel assicurò al teatro la collaborazione del regista Jean-Jacques Bricaire in spettacoli teatrali sperimentali chiamati "Al teatro stasera" dove recitarono Daniel Auteuil, Roman Polański, François Périer, Jean-Paul Belmondo.
François Pinault diventò il proprietario del teatro nel 2000 e la direzione artistica fu affidata a Robert Hossein, sostituito da Pierre Lescure nel 2008.
La sala Gabriel venne intitolata all'ex direttrice Elvira Popescu, e nella programmazione delle due sale trovarono spazio diversi tipi di spettacoli: oltre a opere teatrali classiche e contemporanee, anche concerti e one man show.

## Le sale
Il teatro dispone di due sale per le rappresentazioni teatrali: la sala Marigny (chiamata anche sala grande) e la sala Popesco, intitolato in onore dell'attrice Elvire Popesco che recitò a lungo sulla scene del teatro e fu direttrice tra il 1965 e il 1978.

### Sala grande
Rappresentazioni:
- Un violon sur le toit, con Ivan Rebroff e Maria Murano (1969)
- Les Enfants d'Édouard, di Jean-Paul Cisife, regia di Marc-Gilbert Sauvajon (1969)
- Chat en poche di Georges Feydeau, con Thierry Le Luron (1975)
- One-man show, Thierry Le Luron (1979)
- Amadeus di Peter Shaffer, con François Périer e Roman Polański (1982)
- De de Gaulle à Mitterrand di e con Thierry Le Luron (1983)
- Napoléon di e con Serge Lama (1986)
- Kean di Jean-Paul Sartre, con Jean-Paul Belmondo (1988)
- Starmania di Michel Berger e Luc Plamondon (1989)
- Cyrano de Bergerac di Edmond Rostand, con Jean-Paul Belmondo (1990)
- Le misanthrope di Molière, con Robert Hirsch e Francis Huster (1992)
- Panique au Plazza di Ray Cooney, con Christian Clavier (1996)
- Variations énigmatiques di Éric-Emmanuel Schmitt, con Alain Delon e Francis Huster (1997)
- Douze hommes en colère di Reginald Rose, con Michel Leeb (1998)
- Arturo Brachetti, l’homme aux mille visages di e con Arturo Brachetti (2000)
- Laurent Gerra, one-man show (2000)
- La Dame aux camélias di Alexandre Dumas e René de Ceccatty, con Isabelle Adjani (2000)
- Coupable ou non coupable di Ayn Rand, regia di Robert Hossein (2001)
- Crime et Châtiment di Fiodor Dostoïevski, regia di Robert Hossein, con Francis Huster (2002)
- Hystéria, di Terry Johnson, regia di John Malkovitch (2003)
- Antigone di Jean Anouilh, con Barbara Schulz, Robert Hossein (2003)
- Hedda Gabler di Henrik Ibsen, regia di Roman Polański (2003)
- Les Montagnes russes di Éric Assous, con Alain Delon (2004)
- Serge Lama, concerto (2005)
- Landru di Laurent Ruquier, con Régis Laspalès (2006)
- Le Piège de la dernière nuit pour Marie Stuart di Wolfgang Hildesheimer, con Isabelle Adjani (2006)
- Sur la route de Madison d'après le roman di Robert James Waller, con Alain Delon e Mireille Darc (2007)
- Equus di Peter Shaffer, regia di Didier Long, con Bruno Wolkowitch (2008)
- Très chère Mathilde di Israël Horovitz, con Line Renaud (2009)
- Talking Heads di Alan Bennett, regia di Laurent Pelly (2009)
- Le Donneur de bain di Dorine Hollier, con Charles Berling e Barbara Schulz (2010)
- Du mariage au divorce, regia di Alain Françon con Anne Benoit, Philippe Duquesne e Éric Elmosnino (2011)
- Gad Elmaleh senza tamburo... (dal 28 maggio a 1 luglio) (2013)

### Sala Popesco

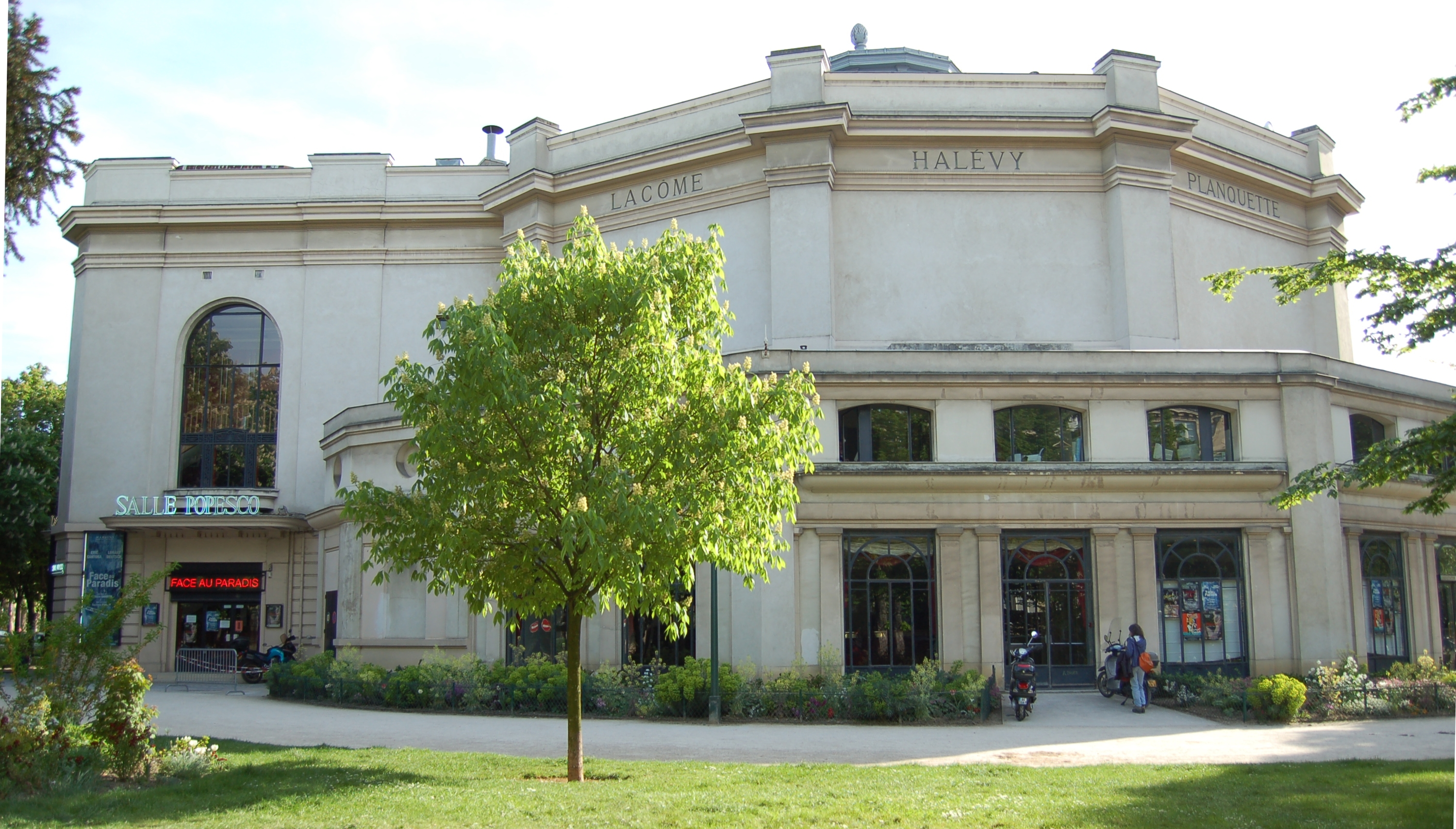
Entrata della sala Popesco.

- L'Éducation de Rita di Willy Russell, con Anémone (1983)
- Love Letters di A. R. Gurney, con Anouk Aimée e Bruno Cremer (1991)
- Suite royale di e con Francis Huster e Cristiana Réali (1993)
- La gatta sul tetto che scotta di Tennessee Williams, con Bernard Fresson (1994)
- La Contrebasse di Patrick Süskind, con Jacques Villeret (1998)
- Le Visiteur di Éric-Emmanuel Schmitt (1999)
- Huis clos di Jean-Paul Sartre (2000)
- Une femme parfaite di e con Roger Hanin, Cyrielle Claire (2001)
- Elvire di Henry Bernstein, con Caroline Silhol, Jean-Pierre Cassel (2002)
- Liaison transatlantique di Fabrice Rozié, con Marie-France Pisier (2002)
- Signé Dumas, con Francis Perrin (2003)
- Monsieur Ibrahim et les fleurs du Coran di Éric-Emmanuel Schmitt, con Bruno Abraham-Kremer (2004)
- Pieds nus dans le parc di Neil Simon, con Sarah Biasini (2005)
- Mademoiselle Julie di August Strindberg, con Émilie Dequenne, Bruno Wolkowitch, Christine Citti (2006)
- La Vérité toute nue, con Claire Nebout, Isabelle Renaud, Patrick Raynal, Jacques Frantz (2007)
- La Vie devant soi, con Myriam Boyer (2008)
- Nathalie, con Maruschka Detmers e Virginie Efira (2009)
- L'Amour, la Mort, les Fringues di Nora e Della Ephron, regia di Danièle Thompson (2011)
- Dans la tête de Redouanne Harjane (2013)